# Порера (Латина)
Порера је насеље у Италији у округу Латина, региону Лацио.
Према процени из 2011. у насељу је живело 57 становника. Насеље се налази на надморској висини од 43 м.